# Claude Cahen
Ne doit pas être confondu avec Claude Cahun.
Pour les articles homonymes, voir Cahen.
Claude Cahen, né le 26 février 1909 à Paris et mort le 18 novembre 1991 à Savigny-sur-Orge, est un historien et orientaliste français. Professeur à la Sorbonne, il était spécialisé dans l'histoire de l'islam, en particulier le Moyen Âge islamique, les sources musulmanes sur les Croisades et l'histoire de la société islamique au Moyen Âge. Dès la première moitié des années 1950, Claude Cahen est internationalement reconnu comme le premier spécialiste de l'histoire économique et sociale de l'histoire médiévale.

## Biographie
Né à Paris, Claude-Louis-Alfred Cahen est le fils aîné de Louis-David Cahen et de Geneviève, née Lévy. Son grand-père paternel Alfred Cahen, originaire de Metz, était ingénieur des Ponts et Chaussées. Un de ses oncles maternels était le mathématicien Paul Lévy, membre de l'Académie des Sciences.
Il entre à l'École normale supérieure (rue d'Ulm), puis étudie à l'École nationale des langues orientales. Il est agrégé d'histoire et de géographie en 1932. Après un court passage au lycée d'Amiens en 1933, il est détaché à la Fondation Thiers de 1933 à 1936, puis il part en Turquie de 1936 à 1939. Il adhère au Parti communiste, illégal, en 1939, se définissant en tant qu'historien, scientifique, qui utilise la méthodologie du matérialisme dialectique. De 1938 à 1940, il est chargé de cours à l'École des langues orientales et professeur au lycée de Rouen. Il devient docteur en lettres en 1940.
Mobilisé le 15 avril 1940, il est fait prisonnier de guerre, échappant ainsi à la déportation[pourquoi ?]. Libéré au printemps 1945, il est démobilisé le 9 juin 1945.
Il est nommé maître de conférences à l'université de Strasbourg le 1er octobre 1945, puis professeur des universités en 1948.
Dans les années 1950, il s'engage dans un débat virulent pour la défense de la pédagogie Freinet, qui subissait alors les attaques du Parti communiste. Pauline Cahen, son épouse, était institutrice, adepte de la méthode Freinet, et Célestin Freinet était à cette époque membre du Parti communiste.
Il quitte l'université de Strasbourg en 1959 lors de sa nomination comme professeur à la Sorbonne et, de 1970 à 1979, il choisit comme rattachement principal l'université Paris-I, où enseignent ses pairs historiens que sont Fossier, Goubert, Toubert, Person, Devisse etc.), et non pas l'Université Paris III.
Claude Cahen ne reprend pas sa carte du Parti communiste en 1960, lors de son arrivée à Paris. Sur le tard, sa vue ayant fortement baissé, il est contraint de ne plus participer aux colloques et des tables rondes où il était invité en tant que spécialiste du monde islamique ou de l'histoire médiévale, thèmes qui lui tenaient pourtant particulièrement à cœur. Aveugle, presque sourd, immobilisé, mais l'esprit toujours aussi vif, Claude Cahen s'éteint le 18 novembre 1991. Son épouse le suit treize mois plus tard.
Défenseur d'une conception très exigeante de la science, très réservé par rapport à tout ce qui ressemblait à un événement mondain, Claude Cahen n'a droit dans le journal Le Monde, à son décès, sous la plume de Maxime Rodinson, qu'à deux petites colonnes placées à la rubrique "Carnet", sans qu'une seule ligne ne soit placée aux informations scientifiques. Maxime Rodinson écrivit alors : « Un très grand savant français, reconnu comme maître par tous ses pairs à l'étranger, vient de disparaître. Il est peu connu du grand public. C'est le prix payé pour son mépris de la facilité. »
En 1967, Claude Cahen est professeur étranger invité à l'Université d'Ann Arbor (Michigan). Il reçoit, en 1945, le prix Schlumberger décerné par l'Académie des inscriptions et belles-lettres, à laquelle il est élu en 1973. Il est Chevalier de la Légion d'honneur.
Claude Cahen et son épouse, Pauline Cahen, née Olivier, décédée en 1992, ont eu six enfants, dont l’historien Michel Cahen. Claude Cahen repose au cimetière Montparnasse (5e division).

## Pensée

### Claude Cahen et la science historique
Mohammed Arkoun, dont il fut le maître et l'ami, voit en Claude Cahen le fondateur de l'école historienne en France dans le domaine arabe et plus généralement islamique. Il fut, dans ce domaine, le premier historien reconnu comme tel par ses pairs occidentaux, le premier « à avoir imposé, en tout cas en France, une histoire de l'« Orient » intégrable par ses thèmes, ses contenus, ses méthodes ses ambitions cognitives à celle de « l'Occident ». Il parvint à faire créer, dans la Sorbonne d'avant 1968, une chaire d'histoire de « l'Orient », dont il est nommé professeur, qui disparaîtra à sa retraite, n'étant rétablie qu'en 1999.
Claude Cahen travaille tout d'abord sur le régime féodal de l'Italie Normande et sur la Syrie du Nord au temps des Croisades. Après la guerre, il continue à travailler sur le thème des Croisades, mais, sur l'histoire de l'Islam, il concentre ses recherches sur l'histoire économique. En août 1954, il présente à Cambridge, au Congrès des orientalistes, un véritable article-manifeste intitulé L'histoire économique et sociale de l'Orient musulman médiéval, dans lequel il met en cause la notion même d'orientalisme :
« ...le milieu orientaliste dans son ensemble […] se ressent d'une insuffisance de préparation historienne […] ; d'autre part, la séparation d'origine entre orientalisme et historiens a fait que l'histoire orientale et l'histoire occidentale ont marché chacune de leur côté, que les méthodes de la seconde ont imparfaitement pénétré la première […] »
Claude Cahen énumère alors une impressionnante liste de piste de recherches qui créent, dans cet auditoire d'orientalistes classiques, la stupéfaction. Par la suite, il est amené à écrire, dans L'histoire générale des Civilisations, les chapitres sur l'Islam et plusieurs chapitres sur l'histoire des croisades. Il s'intéresse au commerce maritime dans l'Égypte médiévale, à l'économie et aux finances dans cette même Égypte. Il écrit également sur les mouvements populaires et l'autonomisme urbain dans l'Asie musulmane du Moyen Âge, et, plus généralement, sur l'histoire de l'Orient musulman et sur les peuples musulmans dans l'histoire médiévale.
Claude Cahen a signé, chez Brill Academic Publishers, plusieurs articles de l'Encyclopédie de l'Islam et de la revue Arabica. Il a été rédacteur au Journal of the Social and Economic History of the Orient.

### Claude Cahen et la politique
Ce n'est pas en tant que militant politique que Claude Cahen adhère au Parti communiste, on le voit dans un article publié dans les Annales, où il écrit : « Le matérialisme marxiste est un matérialisme scientifique, c'est-à-dire que pour atteindre un but qui est le développement de l'homme, il se pose la question de la méthode qui doit permettre de se rapprocher réellement de ce but, et constate que cette méthode, dans la connaissance comme dans l'action, doit prendre appui sur la matière. »
C'est dans le soutien à la pédagogie Freinet (Célestin Freinet avait rejoint le maquis du Briançonnais dont il était devenu le principal chef) que Claude Cahen prend, pour la première fois, publiquement position au sein du Parti communiste : il s'oppose sur ce sujet à Georges Snyders, qui condamne toute la "pédagogie moderne", à Roger Garaudy et à Georges Cogniot. Étant donné l'ampleur du débat, la revue la "Nouvelle critique" accepte de publier, parmi quelques contributions d'instituteurs communistes membres du mouvement Freinet, une longue lettre signée P. Cahen (il s'agit de Pauline Cahen). Après trois ans d'attaques contre lui, Freinet ne reprit pas sa carte, ce qui ne stoppa pas les attaques d'Étienne Fajon contre lui (et, au passage, contre "Mme Cahen de Strasbourg").
Au début de 1956, à propos de l'affaire Pierre Hervé, Claude Cahen commence à ressentir l'impression qu'on ne répond pas aux arguments de l'accusé et qu'il existe une « impossibilité à se faire entendre, notamment à cause des fonctionnaires de l'appareil ».
Au sein du Parti communiste, Claude Cahen participe en 1957 au "Groupe de travail des historiens communistes", puis à des actions et à divers mouvements intellectuels ( Cellule Sorbonne-Lettres et "Voies Nouvelles"), il rédige un texte intitulé "L'intellectuel et la solidarité de Parti".
Ayant quitté le Parti communiste, il signe, en 1963, l'appel du bulletin oppositionnel Unir-Débat pour la réhabilitation d'André Marty.
Il éprouve une réelle sympathie pour le groupe de réflexion intellectuelle Socialisme ou Barbarie, animé par Cornelius Castoriadis (actif de 1949 à 1967).
Il participe au GRAPP (Groupe de recherche pour le règlement du problème palestinien), créé par Maxime Rodinson et Jacques Berque (Paris 1967–1973).
Il signe un appel attirant l'attention sur les dégâts scientifiques de la guerre d'Irak puis condamne, par avance, l'opération médiatisée "Tempête du désert" :
« Nous voici donc devant la sale guerre où nous ont entraîné les Américains, derrière le voile verbal des Nations unies. Par orgueil, ils se sont trompés et nous ont trompé. […] Ce qui, par contre, est certain est que nous aurons perdu pour longtemps l'amitié des peuples arabes auxquels nous liaient tant d'intérêts scientifiques et culturels […] »
Il signe en 1991 une pétition pour la libération de l'Israélien Michel Warschawski, dirigeant du « Comité d'information sur la Palestine », qui venait d'être arrêté en Israël.

### Claude Cahen et la société
Bien que le noyau historique de la famille Cahen réside dans les vieilles communautés juives autour de Metz (Lorraine), Claude Cahen, athée convaincu, refuse de ce fait tout lien spécifique avec la communauté juive française. Michel Cahen écrit : «…mais le nom définit-il la personne? Pour mon père en tout cas, la réponse était catégoriquement négative. Il refusa même systématiquement l'appellation "intellectuel d'origine juive" car si l'origine était certaine, elle était pour lui si lointaine qu'elle n'était plus pertinente pour le définir. »
C'est à ses étudiants que Claude Cahen consacre ses contacts : ils semblent avoir gardé de leur « prof » — « un grand prof » — un vif souvenir pour sa rigueur, son exigence, sa gentillesse son humour.
Sa vue ayant trop baissé pour continuer à travailler, Claude Cahen donne sa bibliothèque scientifique au Collège de France, où son fonds rejoint ceux de Sauvaget, Laoust, Berque et Massignon (2000 livres orientaux, 1000 exemplaires de revues pour 20 grands titres, 3365 tirés à part, 80 thèses, 475 livres hors monde arabo-musulman, 60 actes de colloques).

## Publications
- La Syrie du Nord à l'époque des Croisades et la principauté franque d'Antioche, thèse de doctorat ès lettres, Université de Paris, éditions P. Geuthner (1940). ASIN : B001D5E1AQ ASIN : B0018H4LZO
- Le régime féodal de l'Italie Normande, 145 pages, thèse complémentaire de l'Université de Paris, éditions P. Geuthner (1940). LCCN 42034209
- « L'histoire économique et sociale de l'Orient musulman médiéval », revue Studia Islamica, Paris (1955).
- « Les facteurs économiques et sociaux dans l'ankylose culturelle de l'Islam », in Classicisme et déclin culturel dans l'histoire de l'Islam, Symposium de Bordeaux (juin 1956), 396 pages, éditions Besson et Chantemerle (1957).
- « Mouvements populaires et autonomismes urbains dans l'Asie musulmane du Moyen Âge », revue Arabica, Brill Academic Publishers (1958-1959). Tiré à part de 91 pages (Part I, Arabica V, p. 225-250, Part II, Arabica VI, p. 25-56, Part III, Arabica VI, p. 233-265) LC DS223 C24 1959
- « La changeante portée sociale de quelques doctrines religieuses », in L'élaboration de l'Islam, compte rendu du Colloque de Strasbourg sur l'Islam (juin 1959), 127 pages éditions PUF (1961).
- « Points de vue sur la Révolution abbaside », dans Revue historique (1963).
- Douanes et commerce dans les ports méditerranéens de l'Égypte médiévale (d'après al-Makhzumi. Minhaj), 314 pages, éditions E.J. Brill, Leiden, 1964.
- Preottoman Turkey, 458 pages, en anglais, éditions Sidg. & J, 1968.  (ISBN 028335254X et 978-0283352546)
  - traduction française augmentée : La Turquie pré-ottomane, 409 pages, Institut français d'études anatoliennes, éditions Varia Turcica (1988).  (ISBN 2906053066 et 978-2906053069)
- « Baba Ishaq, Baba Ilyas, Hadjdji Bektash et quelques autres », dans Turcica, 1 (1969), p. 53-64.
- Turco-Byzantina et Oriens Christianus, Londres, Variorum Reprints, 1974.
- Les Peuples musulmans dans l'histoire médiévale, 496 pages, éditions Institut français de Damas (1977). ASIN : B0000E8UM0
- Makhzûmiyyât : Études sur l'histoire économique et financière de l'Égypte médiévale (1977), 225 pages, Brill Academic Publishers (1er août 1997).   (ISBN 9004049274 et 978-9004049277)
- Introduction à l'histoire du monde musulman médiéval : VIIe-XVe siècle, 216 pages, éditions Maisonneuve (nouv. éd, 1983).  (ISBN 2720010146 et 978-2720010149)
- « djaych » (armée) et « hisba » (police des mœurs et des marchés), contributions à l'Encyclopédie de l'Islam, E.I.2, Brill Academic Publishers, respectivement : volume II (1986), p. 517-524 et volume III (1991), p. 503-510.
- Orient et Occident au temps des croisades, 302 pages (1983) (restitue les croisades dans le contexte d'une histoire méditerranéenne), éditions Aubier Montaigne (24 septembre 1992).  (ISBN 2700720164 et 978-2700720167)
- L'Islam, des origines au début de l'Empire ottoman, poche, 413 pages (réédition mise à jour ), éditions Hachette Littérature (17 septembre 1997).  (ISBN 2012788521 et 978-2012788527)

Références
« Claude Cahen : histoire et engagement politique. Entretien avec Maxime Rodinson » (propos recueillis par D. Gazagnadou et F. Micheau, bibliographie exhaustive des ouvrages, articles et comptes-rendus de Claude Cahen), Arabica (Brill éditeur), vol. 43, no 1 (1996), p. 7-27. Revue Arabica

## Hommages
- La revue Arabica, à l'initiative de Mohammed Arkoun et sous la direction de Abdallah Cheikh-Moussa, lui a rendu hommage dans son no 43 (numéro spécial, lectures critiques, en collaboration avec D. Gazagnadou et F. Micheau, 1996).
- Le chapitre III du livre Humanisme et Islam : Combats et propositions de  Mohammed Arkoun, intitulé Transgresser, déplacer, dépasser : histoire générale et histoire de la pensée[13], qui constitue une analyse détaillée de son apport, est écrit en hommage à Claude Cahen.
- La revue Res Orientales a consacré son numéro VI, Itinéraires d'Orient. Hommages à Claude Cahen, Raoul Curiel et Rika Gyselen (éd.), à Claude Cahen (1994).  (ISBN 2950826601)

## Distinctions
- Chevalier de la Légion d'honneur

### Sources partielles
- Notice biographique et photos, en hommage à Claude Cahen
- Michel Cahen, L'historien et le politique : engagement et pensée scientifique chez Claude Cahen. Réflexions et quelques souvenirs d'un fils sur so père, in Itinéraires d'Orient. Hommages à Claude Cahen, Raoul Curiel et Rika Gyselen (éd.), Res Orientales, vol VI, p. 385-443 (1994).  (ISBN 2950826601) Res Orientales, dir. Rika Gyselen, volumes publiés par le GECMO)  (Groupe pour l'Étude de la Civilisation du Moyen -Orient), UMR 7528 (CNRS, INALCO, EPHE, Sorbonne Nouvelle)